# Curt Ivarsson
Curt Arne Ivarsson, född 9 januari 1923 i Osby församling, Kristianstads län, död 20 juni 1997 i Veberöds församling, Skåne län, var en svensk arkitekt. 
Ivarsson, som var son till direktör Anton Ivarsson och Elin Balte, avlade studentexamen i Kristianstad 1943 och diplomarkitektexamen vid Eidgenössische Technische Hochschule i Zürich 1951. Han var anställd vid University of Washington 1951–1953, vid Byggnadsstyrelsen i Stockholm 1954, blev stadsplanearkitekt på stadsingenjörskontoret i Malmö 1955 och var konsult på stadsbyggnadsavdelningen vid AB Vattenbyggnadsbyrån i Malmö från 1960. Han upprättade stadsplaner för bland annat bostadsområdena Klostergården i Lund och Lindeborg i Malmö.